# Abelodon
Abelodon — вимерлий рід перамуридових ссавців із клади Zatheria, який жив у барремський період. Відомий за одним зубом, знайденим у формації Кум у Камеруні.

## Палеоекологія
Абелодон жив поряд з різними архозаврами у формації Кум, такими як орнітоподним Ouranosaurus, тероподом Spinosaurus, і крокодилом Araripesuchus.